# Medicago minima
Medicago minima é uma espécie de planta com flor pertencente à família Fabaceae. 
A autoridade científica da espécie é (L.) L., tendo sido publicada em Flora Anglica 21. 1754.
O seu nome comum é luzerna-pequena.

## Portugal
Trata-se de uma espécie presente no território português, nomeadamente em Portugal Continental e no Arquipélago da Madeira.
Em termos de naturalidade é nativa das duas regiões atrás indicadas.

## Protecção
Não se encontra protegida por legislação portuguesa ou da Comunidade Europeia.